# 国連平和賞
国連平和賞（こくれんへいわしょう、英語表記：United Nations Peace Medal）とは、国際連合が発行するメダル顕彰のひとつ。国連ピース・メダルとも日本語表記される。受賞者には、ミュージシャン、文化活動家、政治家、宗教家、映画監督などがいる。
なお、国際連合がPKO要員へ授与するUnited Nations Medal（国連メダル）とは別物である。

## 沿革
第3代国際連合事務総長ウ・タントによって創設された。各国代表が習慣的に贈答品の交換を行っているうちに贈呈されるようになった。また、国際連合総会総長として尽くしたものにも授与される。
1971年10月24日国連の日(United Nations Day)に演奏家の パブロ・カザルスが国際連合本部ビルでHymn to the United Nationsを演奏した際にウ・タント国連事務総長より授与された。
岸信介が1979年にUnited Nations Peace Medalを受賞し、日本では国連平和賞と和訳された。日本外務省はこの国連ピース・メダルは、事務総長の判断で贈られると説明した。

## 主な受賞者
- アルフレッド・ウォーデン、デイヴィッド・スコット、ジェームズ・アーウィン (1971年)[5]
- パブロ・カザルス（1971年）[6]
- ディキシー・リー・レイ（1973年）海洋生物学者、The United Nations Peace Medal[7]。
- アレクサンダー・カルダー（1975年）[8] - The United Nations Peace Medal

- アルビン・エイリー（1982年）The United Nations Peace Medal[10]。
- アレン・ワインシュタイン（1986年） - 9代目合衆国アーキビスト（詳しくはアメリカ国立公文書記録管理局を参照）。The United Nations Peace Medal[11]。
- シュリ・マタジ・ニルマラ・デヴィ（1989年） - サハジャ・ヨガの提唱者。The UN Peace Medal.[12]
- マリンバ・ナンダヤパ - メキシコのマリンバ合奏団[13]
- スティーヴン・スピルバーグ（1982年）[14]The U.N. Peace Medal[15][16]
- ケン・クラーゲン（1985年） The United Nations Peace Medal[17].
- ベンポスタ子ども共和国（1992年）[18]スペインのシルバ神父による青少年自立支援活動[19]。

### 日本人
個人、団体含む。
- 岸信介（1979年）[4][1][20][21] - 日本人として初めて受賞した[22][23]。人口問題の功績によって[24]、コロンボでの人口会議で受賞[23][25]。
- 山口シヅエ（1980年） - 女性としては世界初受賞。[26][27][28]。
- 福田赳夫（1981年）[29][30] - 人口問題の功績によって[23]、北京の人口と開発に関するアジア国会議員会議で授与された[31]。
- 寺内タケシ（1981年） - 国連平和賞（ピースメダル）[32]。
- 笹川良一（1982年）[33][34][35][36]ジュネーブのWHO総会で授与された[37]
- 村上薫（1982年） - 国際ライオンズクラブ元会長。[38]
- 小坂善太郎（1982年）[39][40]
- 池田大作（1983年）- 創価学会名誉会長・創価学会インタナショナル会長[41][42][30][43][44]。
- 並橋友也（1983年）[45]
- 佐藤隆（1985年）[46][47]
- 桑原武夫（1986年）[48]
- 立正佼成会青年部（1988年）[49]
- 鈴木俊一（1989年）[50][51]
- 二階堂進（1991年）[52][53]
- オルケスタ・デ・ラ・ルス（1993年9月10日[54]）[55]。芸術分野では日本人として初めての受賞[56]。
- カルロス菅野（1993年）[57]
- 高田賢三（1998年[58]） - 国連平和賞(タイム・ピース・アワード)ファッション賞[59]。
- 角張由紀恵（2021年）[60] - 音楽部門平和賞